# Cywia Lubetkin
Cywia Lubetkin ps. „Celina” (hebr. צביה לובטקין; ur. 27 października?/9 listopada 1914 w Bytniu, zm. 11 lipca 1978 w Lochame ha-Geta’ot) – żydowska działaczka podziemia w getcie warszawskim, członek dowództwa Żydowskiej Organizacji Bojowej, uczestniczka powstania w getcie warszawskim.

## Życiorys
Cywia Lubetkin wychowała się w miasteczku Byteń w pobliżu Słonimia (obecnie Białoruś), w bardzo religijnej rodzinie. Od 1930 brała udział w działalności syjonistycznej i w ruchu kibucowym, m.in. w organizacjach Dror i He-Chaluc. W 1938 przeniosła się do Warszawy. W 1939 była delegatką na 21. Światowy Kongres Syjonistyczny w Genewie.

### II wojna światowa
Początkowy okres wojny spędziła w Kowlu i Lwowie, by w styczniu 1940 powrócić do Warszawy. Znalazłszy się w getcie warszawskim, wraz z mężem Icchakiem Cukiermanem aktywnie włączyła się w organizację struktur oporu, inicjując powstanie Bloku Antyfaszystowskiego. 10 maja 1943 wraz z grupą żydowskich bojowców przedostała się kanałami na ulicę Prostą.
Brała udział w powstaniu warszawskim walcząc w szeregach Armii Ludowej. Po kapitulacji powstania wraz grupą żydowskich powstańców (m.in. z Icchakiem Cukiermanem, Teodozją Goliborską, Zygmuntem Warmanem, Salem Fiszgrundem i Markiem Edelmanem) ukrywała się w bunkrze przy ul. Promyka 43 na Żoliborzu. 15 listopada 1944 zostali oni ewakuowani przez ekipę zorganizowaną przez personel szpitala Polskiego Czerwonego Krzyża z Boernerowa.
Była posiadaczką paszportu paragwajskiego wystawionego przez Grupę Ładosia.
Po zakończeniu wojny wraz z mężem Icchakiem Cukiermanem (1915–1981) wyjechała w maju 1946 do Izraela. Tam 19 kwietnia 1949 założyli kibuc Lochame ha-Geta’ot (z hebr. Bojowników Getta). Była jedną z inicjatorek Muzeum Bojowników Getta.
Spisała swoje przeżycia w kilku esejach, które ukazały się w żydowskiej prasie w Izraelu. Później zostały one zebrane w 1979 w książce „Zagłada i Powstanie” (Bime kilEayon u-mered). Książka dzieli się na trzy odrębne części: okres przed powstaniem w getcie, walki z Niemcami i popowstaniowe losy autorki.
W 1961 roku zeznawała w procesie zbrodniarza wojennego Adolfa Eichmanna.
Zmarła w kibucu Lochame ha-Geta’ot w Izraelu.

## Życie prywatne
Miała dwoje dzieci: Shimon (ur. 1947) i Yael (ur. 1949). 
Jej wnuczka Roni Zuckerman była w 2001 pierwszą kobietą-pilotem samolotu bojowego F-16 w izraelskich siłach powietrznych. 

## Twórczość
- Zagłada i Powstanie, Wydawnictwo: Książka i Wiedza, Warszawa 1999. Przekład: Maria Krych. ISBN 83-05-13041-X.

## Upamiętnienie
- Nazwisko Cywii Lubetkin widnieje na tablicy pamiątkowej umieszczonej przy pomniku Ewakuacji Bojowników Getta Warszawskiego przy ulicy Prostej 51 w Warszawie.
- W filmie Uprising z 2001 roku zagrała ją angielska aktorka Sadie Frost.
- Ma’ale Cewijja – wieś położona w samorządzie regionu Misgaw, w Dystrykcie Północnym, w Izraelu, została ona nazwana na cześć Cywi Lubetkin.